# Plakstift

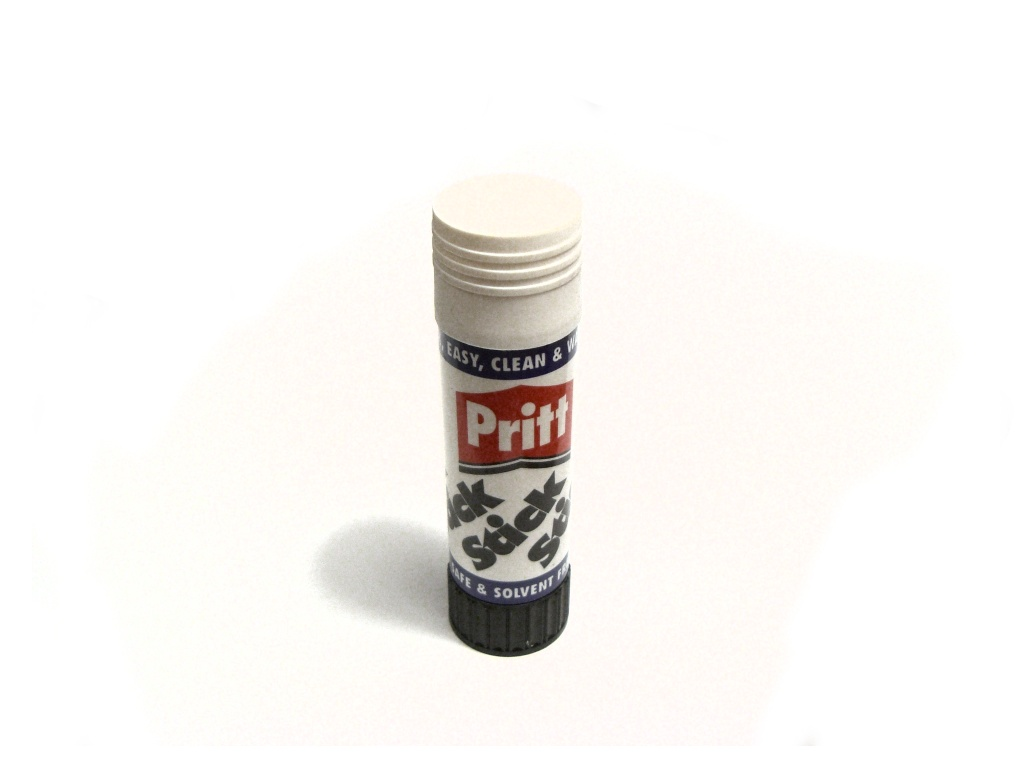
Prittstift

Een plakstift of lijmstift is een stift voor het aanelkaar lijmen van bijvoorbeeld papier of (dun) karton.
De stiftkoker is van kunststof met een draaimechanisme om het staafje lijm omhoog te brengen. De inspiratie voor deze uitvoering is gebaseerd op hoe lippenstift wordt gebruikt: als aan de onderkant van de stift gedraaid wordt, komt de bodem van de stift omhoog. Hierdoor wordt de lijmstift naar buiten gedrukt, en in omgekeerde richting weer naar binnen gedraaid. Met een dop kan de stift worden afgesloten zodat de lijm niet uitdroogt. 
Het bekendste plakstiftenmerk is Pritt. Een plakstift wordt daarom ook vaak een Prittstift genoemd. 
De firma Henkel begon in 1969 met het merk Pritt als eerste fabrikant met het produceren van dit soort lijmstiften. Oorspronkelijk bevatten de stiften lijm op basis van polyvinylpyrrolidon, maar sinds 2000 zijn de lijmstiften op basis van chemisch gemodificeerd zetmeel.